# 雲南裂腹魚
雲南裂腹鱼（学名：Schizothorax yunnanensis yunnanensis）为輻鰭魚綱鯉形目鲤科的其中一種，种加词 yunnanensis 意为“云南的”。分布於亞洲中國雲南省，體長可達44.5公分。